# Evangeliario di Pussay
L'Evangeliario di Poussay è un manoscritto miniato, realizzato presso l'Abbazia di Reichenau in Germania intorno al 980 e inviato all'Abbazia di Poussay nell'XI secolo, è conservato presso la Biblioteca nazionale di Francia.

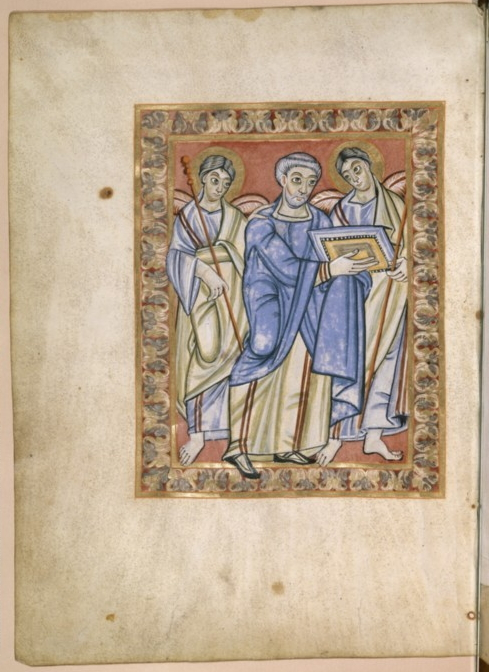
Evangéliario di Poussay - Prima miniatura a pagina intera: dedica f.3v

Il manoscritto fu scritto e dipinto intorno al 980 nello scriptorium dell'abbazia di Reichenau, nella Germania meridionale. Fu donato da Bertholde di Toul, vescovo nominato dall'imperatore Ottone III, all'abbazia di monache benedettine di Poussay da lui stesso fondata intorno al 1018 nell'attuale dipartimento dei Vosgi. Nel secondo quarto dell'XI secolo, Papa Leone IX donò all'abbazia una nuova rilegatura comprendente una placca d'avorio incisa di origine bizantina.
Dopo la chiusura dell'abbazia, il manoscritto entrò nelle collezioni della biblioteca comunale di Mirecourt. Dopo essere stato rubato e poi ritrovato, fu venduto alla Biblioteca nazionale di Francia il 3 ottobre 1844 per il prezzo di 3.000 franchi e 50 centesimi.
Nel 2003 il manoscritto è stato inserito nel Registro della Memoria del Mondo dell'UNESCO insieme ad altri nove manoscritti prodotti a Reichenau nel periodo ottoniano.

## Descrizione
Il manoscritto contiene tredici miniature a piena pagina: una doppia pagina raffigurante un ecclesiastico non identificato che offre il manoscritto a Cristo, oltre ai quattro ritratti degli evangelisti e a sette scene del Nuovo Testamento. Inoltre, vi sono 16 fogli decorati con caratteri ornamentali.
La rilegatura è costituita da due piatti d'oro decorati con pietre preziose: la prima copertina contiene una lastra d'avorio raffigurante la Vergine con il Bambino, incorniciata da quattro figure a sbalzo che rappresentano Cristo in trono, i santi Pietro e Andrea e san Menna. Il retro della copertina è decorato con un rilievo raffigurante Cristo che colpisce una belva e un serpente.